# Dindica pallens
Dindica pallens är en fjärilsart som beskrevs av Inoue 1990. Dindica pallens ingår i släktet Dindica och familjen mätare. Inga underarter finns listade i Catalogue of Life.